# The Arizona Kid (film 1939)
The Arizona Kid è un film del 1939 diretto da Joseph Kane.
È un film western statunitense con Roy Rogers e George 'Gabby' Hayes.

## Produzione
Il film, diretto da Joseph Kane su una sceneggiatura di Luci Ward e Gerald Geraghty con il soggetto della stessa Ward, fu prodotto dal regista Kane (associate producer) per la Republic Pictures e girato nell'Iverson Ranch a Chatsworth e nei Republic Studios a Hollywood in California.

## Colonna sonora
- (I Wish I Was in) Dixie's Land (1860) - scritta da Daniel Decatur Emmett
- It's Home Sweet Home to Me - scritta da Walter G. Samuels, cantata da Roy Rogers
- Swing Low, Sweet Chariot - canto tradizionale, arrangiamento di Henry Thacker Burleigh, cantata dai neri alla festa insieme a Roy Rogers
- Lazy Old Moon - scritta da Walter G. Samuels, cantata da Roy Rogers e Sally March

## Distribuzione
Il film fu distribuito negli Stati Uniti dal 29 settembre 1939 al cinema dalla Republic Pictures. È stato distribuito anche in Germania con il titolo Arizona Kid e in Brasile con il titolo O Bamba do Arizona.